# 康寶文
康寶文（英語：Hong Po Man，1960年—2012年10月15日），已故香港語言學家、香港中文大學前中國語言及文學系高級導師。

## 生平
康寶文曾就讀葵涌佛教善德英文中學（1978年中五；1980年中七），在校時是一名運動健將。同時喜歡閱讀奕棋。他於1983年畢業於香港中文大學聯合書院中文系。畢業後在東華三院黃笏南中學任職中文科教師。後來於1986年至1987年期間在石籬天主教中學任職中文科主任。其後於1988年在香港中文大學研究院研究中文。1997年，他再在研究院研究中文兼修讀博士學位。而且協助香港中文大學中文系建立網上資料庫「現代標準漢語與粵語對照資料庫」以蒐集大量粵語詞彙對照的通用漢語詞彙。另一方面，他與香港中文大學中文系的樊善標教授為好友。
及後於2007年，康寶文辭去高級導師一職（於1989年開始在香港中文大學任教中文），轉到考評局擔任中文科試卷主任和在香港浸會大學兼任講師。同時，他亦為教育局及考評局主持中文科的活動，並在多間中學舉辦課程。此外分別為香港考試及評核局香港中學會考和香港中學文憑的聆聽考試材料錄音。又擔任聖公會聖匠中學的學校顧問。2012年，康寶文因鼻咽癌治癒不久後，癌細胞轉移入骨而辭世。在他逝世後，其學生和曾與他共事的同事一同印製一本二萬多字的書冊《潤物無聲》以作悼念。而其骨灰則安放到位於九龍清水灣湛山寺。

## 其他資料
康寶文生前負責飼養香港中文大學崇基學院未圓湖内的鴨子，但後因禽流感而不再飼養。他也將崇基學院中的養鴨池起名為「養德（duck）池」，寄意培養德行。另外，康寶文的妻子為教育局副秘書長康陳翠華。

## 書籍
- 2000年：《一九九九年國際語文教育研討會論文集──語文教育新動向》（周漢光主編、何偉傑、康寶文和樊善標共同編輯，香港中文大學出版）
- 2003年：《小學中文科常用字研究報告》(潘慧如、康寶文主編，香港浸會大學語文中心出版）
- 2008年：《語文求真》（康寶文、萬波、張詠梅主編，香港三聯書店(香港)有限公司出版）

## 參與節目
- 2006年：《最緊要正字》﹝無綫電視﹞

## 外部連結
- 悼念康寶文老師
- 命名之藝術 康寶文博士 （页面存档备份，存于）
- 〈網絡新詞 唔識 hihi886〉，香港蘋果日報，2006年9月11日
- 青松侯寶垣中學賀十周年校慶文集《懿文》序言，第2頁，2009年10月27日 （页面存档备份，存于）